# Camino Natural Vía Verde Ferrocarril Vasco-Navarro
El Camino Natural Vía Verde del ferrocarril Vasco-Navarro es un itinerario perteneciente a la Red de Caminos Naturales de España, un proyecto desarrollado por el Ministerio de Agricultura, Pesca y Alimentación, que se encarga de la recuperación de antiguas infraestructuras relacionadas con el transporte y la comunicación, que actualmente se encuentran en desuso o en estado de abandono, para su uso senderista y ciclista.
Este Camino Natural una la población de Estella y con la población de Maestu, más concretamente con la ermita de Santo Toribio, a las afueras de la misma.

## Localización
Este Camino recorre parte del trazado de la línea de vía estrecha, de 143 kilómetros, que unía la población guipuzcoana de Vergara con Estella (Lizarra), en Navarra, pasando por Vitoria (Gasteiz) en Álava.
Desde la ermita de Santo Toribio se puede continuar recorriendo el trazado de este desmantelado ferrocarril mediante carreteras y pistas, rehabilitadas y señalizadas, que permiten llegar hasta el límite provincial con Guipúzcoa.

## Historia
Esta línea comenzó a construirse en 1887, pero su finalización se demoró más de 40 años, debido a varios problemas durante su proyección. El último tramo, que unía Vitoria con Estella, se inauguró en 1927. Pese a lo laboriosos de su construcción, la línea se clausuró en 1967 debido a su escasa rentabilidad.
A esta línea de ferrocarril también se la conoce con el sobrenombre de “El Trenico” en la zona de la montaña alavesa y navarra. Además también se la conoció como “el Anglo” y “el Vasco” debido a la empresa que se encargó de su construcción, la compañía The Anglo-Vasco-Navarra Railway Company Limited. Entre los habitantes de la zona, han llamado a esta línea a lo largo de los años como “el tren cangrejero” o “el tren de los montañeros”.

## Descripción por tramos

### Tramos Habilitados
Los tramos acondicionados del ferrocarril no presentan grandes dificultades para su realización tanto a pie como en bicicleta, y hasta el momento son los siguientes:

#### Tramo entre Estela/Lizarra y Murieta
La ruta comienza en Estella, en su antigua estación de ferrocarril, entre huertos, bosques de ribera y encinares. Durante este recorrido es posible visitar las localidades de Zubielqui y Zufía con la Sierra de Lóquiz al fondo, finalizando el tramo en la antigua estación de Murieta.
La antigua estación del ferrocarril, que hoy alberga la estación de autobuses, la oficina de turismo y un bar, es el inicio. Hay que callejear un poco pasando por la calle Teobaldo II y el paseo de los Llanos. El carril bici, bien señalizado en color rojo, cruza el río Ega y luego transcurre paralelo al río. Tras cruzarlo y seguir recto, un giro a la derecha para volver al trazado ferroviario original, para dejar Estella por un tramo con tráfico.
A continuación, tras unos kilómetros, se llega a un panel interpretativo del Camino y un túnel iluminado. Se continúa por un puente que cruza el río rodeados de alisos hasta que se llega a un camino de tierra. Un poco antes de llegar al kilómetro 4 se cruza la NA-7454 cogiendo un desvío a la izquierda, y se entra a Zubielqui. Se atravesará la NA-132-A por el paseo de peatones y el pueblo, llegando a una pista asfaltada a la derecha de la vía. La pista asfaltada termina y continúas un camino de tierra, rodeado de vegetación, y comienza una subida que se adentra en un encinar, con la sierra de Lóquiz al fondo y a su izquierda el distrito de Metauten.
Continuando la senda se llega a Zufía, concretamente a su área de descanso, con fuente y con vistas a dos pequeñas lagunas. Tras superar un pequeño humedal en el kilómetro 8, comienza un descenso por las últimas viviendas de la localidad, un encinar y una pasarela que cruza la carretera. Tras llegar al cementerio de la localidad, se abren ante el viajero tierras de cultivo a la derecha y un bosque de encinas en el lado contrario. Avanzando un poco, el Camino gira a la izquierda y se adentra en un encinar que culmina con una bajada con hasta un 7% de desnivel, ideal para los ciclistas más experimentados.
Una bajada lleva al viajero al paso por el regacho de Ubaria, continuando en paralelo a la NA-132-A, alternando encinas con campos de labranza. A la altura del kilómetro 12, una zona de explotaciones ganaderas e industriales anuncian la llegada a Murieta, donde tras caminar por sus calles se llega al panel que pone punto y final al tramo para los caminantes. Los ciclistas tienen la opción de continuar por un trazado que sigue las vías del tren.

#### Tramo entre Murieta y la ermita de Santo Toribio
El punto de partida es el punto kilométrico 11 del camino, en Murieta que coincide con el punto más bajo del recorrido. El Camino comienza una ligera ascensión durante todo el trayecto pero que no supone un gran esfuerzo. Durante el trayecto varios carteles guían al viajero. A la derecha parte un camino dirección Estella, que todavía no se encuentra acondicionado. A la izquierda el camino atraviesa la población y llegas a la antigua estación, que ahora es el Ayuntamiento, y continúa hasta Mendilibarri.
En un primer momento el trayecto se realiza por camino asfaltado entre campos de cereal, intercalados con algunos ejemplares de encinas, hasta que, un poco antes de llegar a Ancín, el camino pasa a ser de zahorra, discurriendo entonces por el cementerio y atravesando el casco urbano. El trayecto sigue por una pendiente continua hasta que llega a la estación, el actual Ayuntamiento y después abandona la localidad en dirección a Acedo. Durante el trayecto, conforme se acerca a la montaña, los campos de cultivo van dejando paso a las encinas. A la derecha, la Sierra de Lokiz domina el paisaje. La llegada a Acedo viene anunciada por varios establos situados a los laterales del camino, y, a falta de unos metros para llegar, el Camino Natural toma un desvío a la derecha que sortear el trazado original, debido a la imposibilidad de recuperar y reacondicionar la zona. Ya en Acedo existe otro tramo del Camino que ha desaparecido y obliga al viajero a cruzar el casco urbano hasta llegar a una zona de descanso habilitada con fuente y mesas. Comienza entonces una subida hasta un puente y se vuelve al trazado original de la vía entrando en una trinchera que va hasta el túnel de Arquijas, de algo menos de kilómetro y medio iluminado, aunque es aconsejable llevar luz de apoyo y abrigo. A su salida, el paisaje torna a un paisaje de sierra, dejando atrás los campos de cereales. La ruta transcurre ahora entre las sierras de Lokiz y Codés, por la que una pista forestal lleva al viajero a la antigua ermita de Nuestra Señora de Arquijas. Ahora, el viajero se encuentra de frente con el valle de Campezo. Cruzando la carretera de acceso a Zúñiga, se pasa por un descansadero y la antigua estación local, para acabar en Santa Cruz de Campezo. Esta villa medieval cuenta con un punto de información sobre la Montaña Alavesa. El Camino continúa pasando junto al Parque del Fresnedo y pasado un rato se deja atrás el río Ega para seguir por su afluente, el río Berrón, que acompaña a la vía hasta llegar al pueblo medieval de Antoñana. Se cruza entonces la A-132 por una pasarela, un túnel y salvando el río, hasta que se pierde entre la vegetación y obliga al viajero a tomar un camino alternativo que discurre por la otra orilla del río.
Tras continuar por la orilla del río, se coge una pista de tierra que cruza el río y pasa por debajo de la A-132 para llegar a una antigua fábrica de asfalto. Justo antes de llegar a este punto, el Camino gira hasta el pequeño concejo de Atauri. En su antigua estación de tren, un túnel inutilizado sirve para la continuidad del Camino que ahora va flanqueando el monte hasta llegar a la ermita de la Soledad. A partir de aquí, la ruta entra en un tramo boscoso hasta cruzar la A-132 y llegar al parque de Zumalde, donde retoma el trazado ferroviario.
Continuando por él, se llega a Maestu, más concretamente a lo que era su estación de ferrocarril, hoy rehabilitada y reconvertida en Casa Consistorial. La ruta atraviesa el pueblo, aunque se recomienda recorrer sus calles y visitar el Papamoscas antes de continuar el camino. Saliendo de la localidad, se atraviesa la carretera A-3114 por una pasarela y un túnel, dejando a la derecha el municipio de Zekuiano. Un poco más adelante, hay que tomar un desvío a la derecha para llegar hasta la ermita de Santo Toribio, donde en el merendero que hay al lado se marca el punto final de la ruta.

## Otros datos de interés

### ZEC Ríos Ega-Urederra
Esta Zona de Especial Conservación se extiende por más de 530 ha, y engloba la totalidad del río Urederra, y el tramo del río Ega que pasa por las localidades navarras de Zuñiga y Estella-Lizarra. Se trata de bosques de ribera caducifolios, con tramos de alisedas riparias con alguna plantación de chopos, donde se pueden observar algunos ejemplares de nutria.

### ZEC Sierra de Lóquiz
Esta Zona de Especial Conservación cuenta con una extensión de más de 13.140 ha, y engloba la Sierra de Lóquiz y una los valles circundantes. En su biodiversidad destacan los encinares, que ocupan una gran extensión en el Espacio Natural Protegido. Además también hay melojares y hayedos calcícolas. Entre su fauna, cuenta con diversas especies, algunas de ellas amenazadas, destacando el ciervo volante y especies de murciélagos como el murciélago de cueva, además de una variada población de aves.

### El trenico
Esta línea de tren que unía las estaciones de Estella (Lizarra) en Navarra con Bergara, en Guipúzcoa, era conocida como el trenico o cangrejero, por discurrir paralelo al Río Ega. Con una  longitud de 140 km, su construcción duró más de 40 años. Inaugurada en 1927, no fue hasta dos años después cuando se electrificó completamente. Su construcción dejó obras arquitectónicas reseñables como las estaciones de Murieta, Zubielqui y Estella, además de sus túneles y viaductos son ejemplos de magnifica ingeniería.
En la nochevieja de 1967, la línea fue clausurada por su falta de rentabilidad y, posteriormente, desmantelada, repartiendo su material en buenas condiciones por todo el país.